# مون هي
مون هي (هانغل: 문희) هي ممثلة كورية جنوبية، ولدت في 16 يوليو 1947 في بوسان في كوريا الجنوبية.

## وصلات خارجية
- مون هي على موقع IMDb (الإنجليزية)
- مون هي على موقع قاعدة بيانات الفيلم (الإنجليزية)